# Matheus Martins
Matheus Martins Silva dos Santos (Campo Grande, 13 de julho de 2003) é um futebolista brasileiro que atua como atacante. Atualmente joga pelo Botafogo.

## Carreira

### Fluminense
Matheus Martins nasceu em Campo Grande, capital do Mato Grosso do Sul. Atuando por uma escolinha de sua cidade natal, Martins foi observado e levado pelo Fluminense após destacar-se durante uma excursão da mesma no Rio de Janeiro, aos nove anos.
Destaque do Fluminense nas categorias de base e considerado uma joia, assinou logo seu primeiro contrato profissional aos 16 anos de idade em 24 de setembro de 2019, quando estava no Sub-17, válido até setembro de 2022 com multa rescisória de 40 milhões de euros (cerca de 184 milhões de reais na época).
As boas atuações pelo Sub-17 atuando como 10 time e a artilharia até então momentânea do Campeonato Brasileiro Sub-17 com cinco gols juntamente Kayky, também do Tricolor, fizeram-o ganhar ganhar chances e ascender ao Sub-20. Em números totais pela base Tricolor, Matheus havia feito 127 gols em 150 partidas até a temporada de 2020. Matheus ganharia o Campeonato Brasileiro da categoria ao bater o Athletico Paranaense por 2–1 (mesmo placar do jogo de idade), tendo feito um dos gols da partida e terminando como vice-artilheiro do certame com oito gols.
Matheus faria sua estreia profissional pelo Fluminense em 7 de março de 2021, na derrota por 3–0 sobre a Portuguesa em jogo do Campeonato Carioca. Ainda disputaria mais uma partida contra o Bangu, antes de renovar seu contrato com o Fluminense em 25 de março de 2021 até setembro de 2024.
Fez ao todo dez partidas em seu primeiro ano como profissional, tendo recebido propostas de Shakhtar Donetsk e Hoffenheim.

#### 2022
Em 26 de maio de 2022, Matheus Martins fez seus primeiros gols na carreira em sua primeira partida como titular, na maior goleada da história da Copa Sul-Americana, 10–1 sobre o Oriente Petroleiro na fase grupos da competição, fazendo um hat-trick. Apesar da vitória, o Tricolor não conseguiu classificar-se à próxima fase.
Com a saída de e Luiz Henrique para o Bétis, da Espanha, no meio da temporada, o então técnico Fernando Diniz escolheu Matheus para figurar na sua vaga como titular. Até 15 de julho, haviam sido três partidas seguidas com um gol, além do interesse de mais clubes europeus como da Udinese e do Lokomotiv Moscou.
Com sua transferência encaminhada desde outubro, Matheus Martins fez exames médicos e foi aprovado na Udinese, da Itália, que executou a compra e no Watford, da Inglaterra, com quem assinou um pré-contrato. Essa transação ocorreu pelo fato dos clubes serem do mesmo proprietário. O valor da transação girou em torno de 9 milhões de euros (50 milhões de reais) por 90% dos direitos econômicos, com 6 milhões de euros mais 3 milhões de bônus, mantendo 10% dos direitos econômicos para lucrar em cima de vendas futuras.
Em 14 de dezembro, foi confirmado sua saída do Fluminense e anunciado como novo reforço do clube inglês Watford, por valores anunciados de nove milhões de euros (51 milhões de reais). Ao todo, disputou 41 partidas na temporada com seis gols e cinco assistências distribuídas.

### Watford
Fez sua estreia em 15 de janeiro de 2023, na vitória por 2 a 0 sobre o Blackpool, participando do primeiro tento dar o chute que gerou o rebote para o gol de Tobi Ademeyo e sofrendo o pênalti convertido por Ismaïla Sarr.
Chegou a atuar pelo Sub-21 do clube, tendo marcado um hat-trick na goleada de 7–0 sobre o Peterborough na Premier League Sub-21.
Em sua primeira temporada pelo clube inglês disputou seis partidas e deu uma assistência, tendo seu empréstimo estendido até junho de 2024.
Marcou seu primeiro gol com a camisa do Watford em 5 de agosto de 2023, na goleada por 4–0 sobre o Queens Park Rangers na primeira rodada da Championship, marcando o segundo gol da partida.
Ao todo foram 49 partidas, seis gols e três assistências pelo Watford.

### Botafogo
Sua contratação foi anunciada pelo Botafogo em 30 de julho de 2024, pelo valor de 10 milhões de euros (60 milhões de reais) por 90% dos direitos federativos, assinando por quatro anos e meio. Foi apresentado dia 1 de agosto, vestindo a camisa 37.
Fez sua estreia pelo Glorioso em 3 de agosto de 2024, na goleada diante do Atlético Goianiense por 4–1 na 21ª rodada do Campeonato Brasileiro, entrando no segundo tempo.
Marcou seus primeiros gols com a camisa do clube na goleada de 4–1 sobre o Flamengo na 23ª rodada do Brasileirão, tendo entrado aos 28 minutos do segundo tempo.
Integrou o elenco vencedor da inédita Copa Libertadores ao bater o Atlético Mineiro por 3–1 em 30 de novembro.

## Seleção Brasileira

### Base
Matheus passou por praticamente todas as categorias de base da Seleção Brasileira como Sub-15, Sub-16, Sub-17 e Sub-18.
Pelo Sub-20, foi convocado por Ramon Menezes para o Torneio Internacional Quadrangular em 2022, onde marcou dois gols contra o Equador na goleada por 4–1 foi campeão ao bater o Uruguai, tendo dado uma assistência para o último gol da goleada por 7–0. Martins também foi convocado para o Campeonato Sul-Americano e pro Mundial da categoria. No Mundial inclusive, fez dois gols e concedeu duas assistências.

### Principal
Matheus Martins foi convidado pelo então técnico da Seleção Brasileira, Tite, para um período de treinamentos para os jogos do Brasil contra Equador e Paraguai pelas Eliminatórias da Copa do Mundo de 2022, durante três dias, no final de maio de 2021.

## Estilo de jogo
Nas categorias de base do Fluminense, Matheus atuava como camisa 10 pelos lados do campo com drible e mobilidade seus pontos fortes. Apesar de alguns problemas na parte física, contribui ofensivamente por sua habilidade, rapidez e bons chutes de média distância.

## Títulos

### Botafogo
- Copa Libertadores da América: 2024
- Campeonato Brasileiro: 2024